# Whisky słodowa mieszana

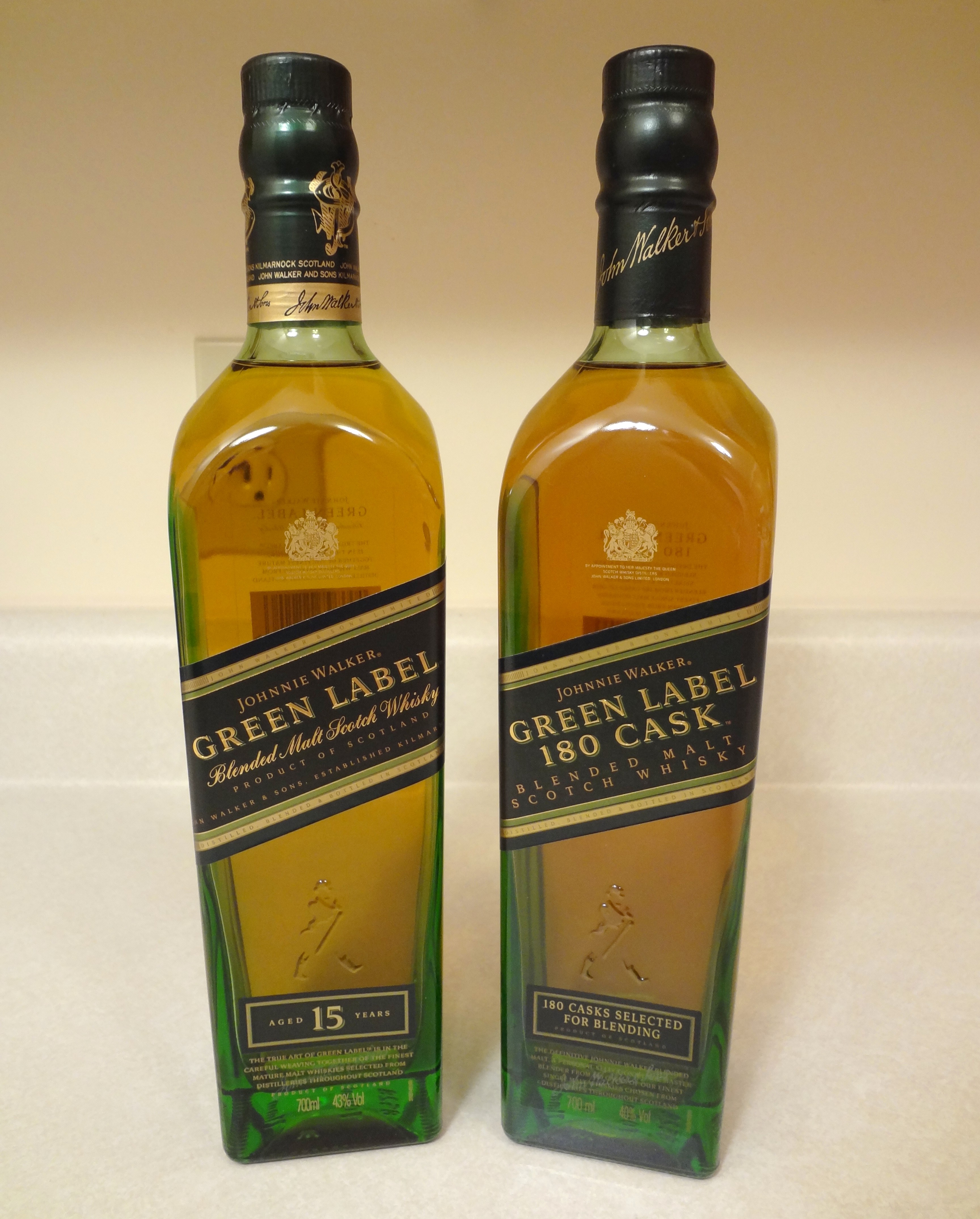
Whisky słodowa mieszana (Johnnie Walker Green Label)

Whisky słodowa mieszana, znana niegdyś jako vatted malt lub pure malt – składa się ze słodowych whisky różnych destylarni lub różnych destylatów tej samej destylarni. Od pewnego czasu najczęściej używaną nazwą dla tego rodzaju whisky jest blended malt.
Whisky taka, w odróżnieniu od najbardziej popularnej whisky mieszanej (blended), nie posiada w swoim składzie żadnej whisky zbożowej (grain whisky), czyli do produkcji użyto tylko jęczmienia. Jedną z najpopularniejszych whisky tego typu jest Johnnie Walker Green Label, przez firmę określany mianem pure malt.